# Bitarová
Bitarová (em húngaro: Bitérfalva) é um município da Eslováquia, situado no distrito de Žilina, na região de Žilina. Tem 3,64 km² de área e sua população em 2018 foi estimada em 752 habitantes.

## Demografia
| Ano:        | 1994 | 2004    | 2014    | 2024    |
| ----------- | ---- | ------- | ------- | ------- |
| Broj ljudi: | 540  | 627     | 742     | 907     |
| Razlika:    |      | +16,11% | +18,34% | +22,23% |

| Ano:               | 2023 | 2024   |
| ------------------ | ---- | ------ |
| Número de pessoas: | 885  | 907    |
| Diferença:         |      | +2,48% |